# キルスティン・ダンストの大統領に気をつけろ!
『キルスティン・ダンストの大統領に気をつけろ!』（キルスティン・ダンストのだいとうりょうにきをつけろ、Dick）は、1999年のアメリカ映画である。
ウォーターゲート事件の鍵を握ってしまった2人の女子高生を描いたティーン向けコメディ映画。キルスティン・ダンストとミシェル・ウィリアムズ主演。当時の流行の音楽が鏤められている。
日本では劇場未公開で2004年4月2日にVHSとDVDが発売された。

## ストーリー
1972年、アメリカ。ワシントンD.C.に住む女子高生のベッツィとアーリーンは社会科見学でホワイトハウスを訪れる。そこで偶然ニクソン大統領と知り合いになり、気に入られた彼女たちは、彼の飼い犬の散歩係を命じられる。

## キャスト
※括弧内は日本語吹替
- ベッツィ・ジョブズ - キルスティン・ダンスト（甲斐田裕子）
- アーリーン・ロレンゾ - ミシェル・ウィリアムズ（山田里奈）
- リチャード・ニクソン大統領 - ダン・ヘダヤ（玄田哲章）
- ボブ・ハルデマン - デイヴ・フォーリー（山路和弘）
- ボブ・ウッドワード - ウィル・フェレル（大塚芳忠）
- カール・バーンスタイン - ブルース・マックロック（堀内賢雄）
- ジョン・ディーン - ジム・ブリューアー（森川智之）
- ゴードン・リディ - ハリー・シェアラー（佐々木梅治）
- ヘンリー・キッシンジャー - ソウル・ルビネック
- ヘレン・ロレンゾ - テリー・ガー（深見梨加）
- ラリー・ジョブズ - デヴォン・ガマーソール
- チップ - ライアン・レイノルズ
- ローデリック - テッド・マッギンリー（中田和宏）
- ベン・ブラッドリー - G・D・スプラドリン（福田信昭）